# Phrygile à queue barrée
Rhopospina alaudina
Pour les articles homonymes, voir Phrygile.
Espèce
Répartition géographique
Statut de conservation UICN

 LC  : Préoccupation mineure
Le Phrygile à queue barrée (Rhopospina alaudina) est une espèce de passereaux appartenant à la famille des Thraupidae.

## Répartition
Son aire s'étend du sud de l'Équateur au nord du Chili et de l'Argentine.